# Hacienda Heights (Kalifornien)
Hacienda Heights ist ein Census-designated place in Los Angeles County im US-Bundesstaat Kalifornien, Vereinigte Staaten. Das U.S. Census Bureau hat bei der Volkszählung 2020 eine Einwohnerzahl von 54.191 ermittelt.
Der Ort besitzt mit dem 1988 eröffneten Hsi Lai Temple den, zur Fo Guang Shan gehörenden, größten buddhistischen Tempel der westlichen Welt.

## Geographie

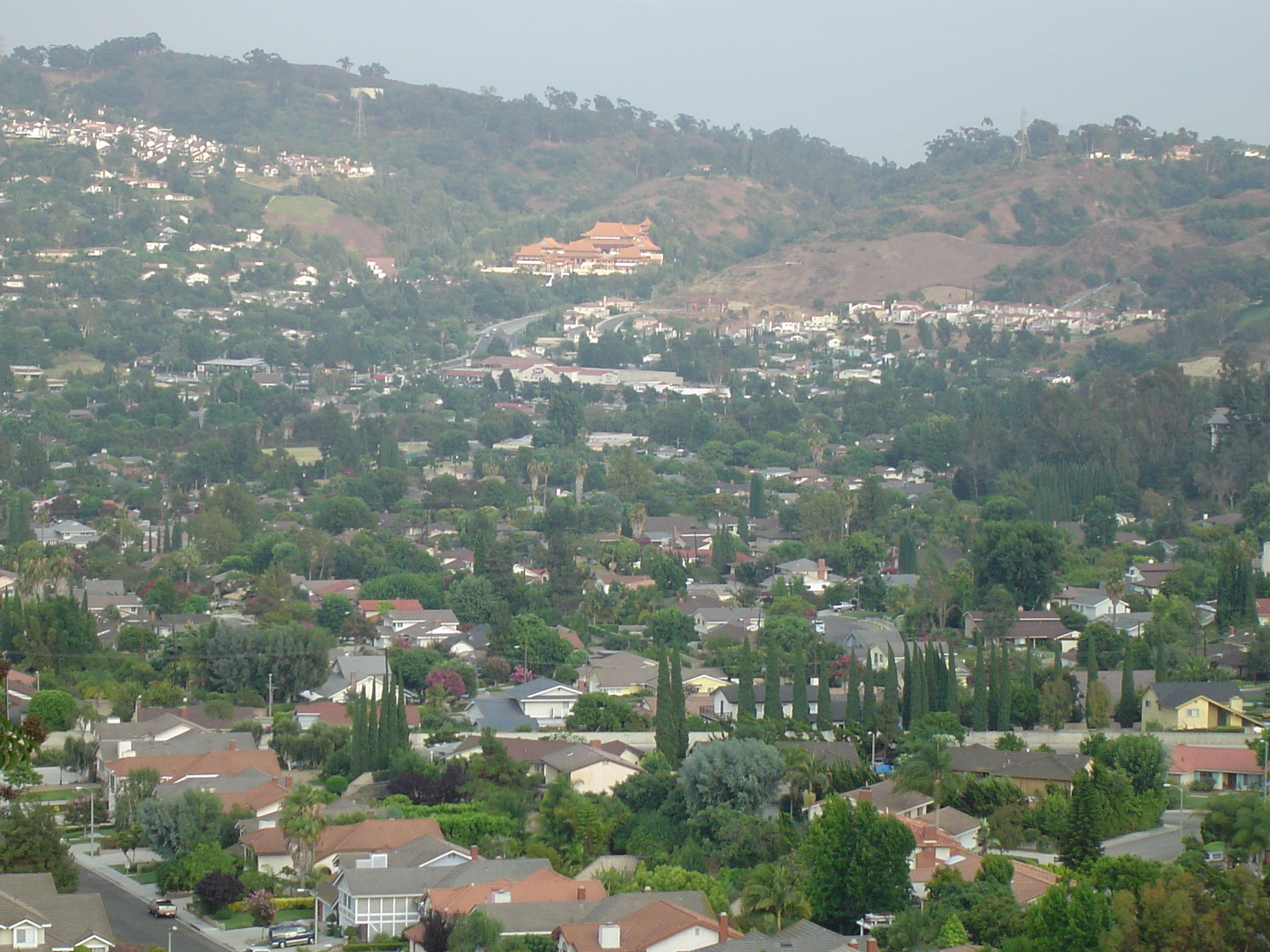
Luftbild von Hacienda Heights mit dem Tempel im Hintergrund.

Die Fläche beträgt 29,5 km². Das Gelände ist leicht hügelig.
Hacienda Heights liegt im San Gabriel Valley. Es grenzt im Nordwesten an Avocado Heights, im Norden an Industry, im Osten an Rowland Heights, im Süden an La Habra Heights und im Südosten an Whittier und im Osten an North Whittier.

## Einwohner
Zwar sprechen 61 % der Einwohner laut amerikanischer Statistik von 2000 zu Hause nicht englisch, dennoch handelt es sich bei dieser Los Angeles vorgelagerten Stadt keineswegs um eine von Armut geprägte Siedlung, wie so oft in Städten mit hohem Einwanderer-Anteil, sondern um eine durchwegs wohlhabende, wie folgende Daten erkennen lassen:
- 41 % sind Weiße, 36,1 % Asiaten, 1,6 % Schwarze; Unabhängig davon sind 38,3 % aber Latinos
- Das durchschnittliche Jahreseinkommen pro Haushalt beträgt 59.485 US-$, das ist deutlich über dem US-Durchschnitt von 41.994 US-$.
- 9,3 % der Einwohner verdienen zwar weniger als den gesetzlichen Mindestlohn, das sind aber ebenfalls weniger als der US-Durchschnitt.

## Söhne und Töchter des Ortes
- Caprice Bourret (* 1971), Fotomodell, Moderatorin und Schauspielerin
- Stacy Ferguson (Fergie) (* 1975), Sängerin der Hip-Hop-Band Black Eyed Peas
- Marie Luv (* 1981), Pornodarstellerin und Fotomodell
- Troy Tanner (* 1963), Volleyball- und Beachvolleyballspieler sowie Olympiasieger
- Nick D’Virgilio (* 1968), Sänger und Schlagzeuger der Artrock-Band Spock’s Beard
- Lawrence Kao (* 1985), Schauspieler und Tänzer
- Allen Ma (* 1999), Sänger, Tänzer und Rapper der K-Pop Gruppe Cravity